# Aly Oury
Pour les articles homonymes, voir Oury.
Aly Oury (parfois Ali woury) est un village du Sénégal situé sur la rive gauche du fleuve Sénégal, à 39 km  en aval de la ville de Matam, dans la zone de Daande Maayo.
Le village est actuellement présidé par le chef de village, ABOU WADE.

## Administration
Il fait partie de la commune de Nguidjilone arrondissement de Ogo au cœur du département de Matam.

## Démographie
Aly Oury compte 2 500 habitants. Ce sont essentiellement des Pulaars (plus de 99 %) et une minorité wolof. La population est jeune et majoritairement féminine. Elle est exclusivement de confession musulmane. Comme la plupart des villages du Fouta, Aly Oury est une zone de forte émigration dont les principales destinations sont : la région de Dakar, la région naturelle de la Casamance, l'Afrique occidentale et centrale, l'Europe occidentale et les États-Unis.

## Géographie
Les localités les plus proches sont Kedele, Dondou et Diowol Worgo au Nord, Nguiguilone et Sadel au Sud. 
De par sa situation géographique, Aly Oury a un climat de type sahélien caractérisé par :
- des alizés continentaux chauds et secs ou harmattans,
- une pluviométrie faible et irrégulière avec une saison pluvieuse de juillet à septembre et une saison sèche d'octobre à juin,
- des  températures élevées.

Cependant, les conditions hydrologiques et pédologiques particulières font qu'Aly Oury a des prédispositions naturelles pour les cultures irriguées.

## Économie
L’agriculture irriguée, qui occupe près de 90 % de la population active, demeure de loin la première activité socio-économique avec la riziculture comme levier du développement agricole local. En effet, le village exploite, depuis les années 1970, des périmètres irrigués aménagés par la SAED. Il a bénéficié, lors de la première phase du Projet pour le développement agricole de Matam (PRODAM), d'un aménagement de 200 ha. Cependant, la cherté des intrants, l'absence d'infrastructures de stockage, les problèmes d’écoulement ainsi que l’enclavement de la zone ont fortement limité la production agricole malgré les énormes potentialités dont dispose le village.
La pêche continentale demeure une activité solidement  ancrée dans les traditions. Toutefois, la rareté de la ressource et la vétusté des moyens de production ont entraîné, ces dernières années, une baisse préoccupante des débarquements. Cette situation a conduit plusieurs pêcheurs à se reconvertir vers d'autres activités génératrices de revenus. 
L'élevage extensif, considérant le caractère austère de l’environnement, constitue le principal système de production. L'approvisionnement en aliments de bétail durant la période allant du mois de mars au mois de juillet constitue, dans cette zone semi-désertique, la principale contrainte au développement de l’élevage. Les conflits entre agriculteurs et éleveurs y sont rares et le vol de bétail presque inexistant. Les produits tirés de la vente du bétail restent, pour bon nombre de familles, une source conséquente de revenus.
Le commerce qui s’y développe est essentiellement tourné vers le divers et est mené par la minorité Wolof qui s'y est établie. Toutefois, quelques rares autochtones, essentiellement des femmes, investissent de plus en plus ce créneau.

## Éducation
À l'image de la plupart des villages du Fouta, l'éducation islamique y est solidement ancrée. L'école française, elle aussi, y a ouvert ses portes depuis 1961. Son premier maître fut Ladji Diarra. Aujourd'hui, elle compte douze classes avec un personnel de 14 enseignants. En octobre 2010, le directeur s'appelle Aboubacry Dia. Parmi ceux qui ont marqué la vie de l'école on peut citer Momar Ndjim Cissé, actuel président de l'Association Nationale des Parents d'élèves du Sénégal (FENAPES), Pape Moctar Sow (Division du Projet des Volontaires de l'Éducation), Doudou Wade (député à l'Assemblée Nationale), Malick Camara. Cependant, certaines valeurs socio-culturelles font que, malgré les efforts consentis ces dernières années, l'implication des populations dans la gestion de l'école reste marginale. L'accès des filles à l'école s'améliore de plus en plus, mais les mariages précoces constituent un obstacle réel à leur maintien. Aly Oury dispose de deux écoles élémentaires. En outre, le village dispose d'une medersa — école d'enseignement islamique — fonctionnelle avec des effectifs très significatifs. Enfin, l'alphabétisation fonctionnelle y est très présente avec comme, principale cible, les femmes.

## AMEEA
Une association mise en place par les élèves et étudiants du village pour renforcement du niveau des élèves, le soutien des nouveaux bacheliers à pourvoir s'adapter au plus vite au dure réalité de la vie estudiantine.

## Santé
La pratique des mutilations génitales féminines, l'inexistence d'un poste de santé fonctionnel ainsi que le non-respect des visites prénatales au cours des grossesses du fait de l'absence de maternité font que les accouchements constituent un risque majeur pour la mère et le nouveau-né. Ce qui explique le taux  élevé de mortalité materno-infantile observé dans le village. Aussi, le paludisme, premier motif de consultation, sévit chez les femmes enceintes et les enfants de mois de cinq ans. Enfin il faut signaler la recrudescence des maladies diarrhéiques due à l'inaccessibilité de l'eau potable à la grande majorité de la population. Depuis quelques années, EJA peine à boucler le financement du poste de santé.

## la case de santé
Aly oury n'a pas encore de poste de santé  pourtant sa population a augmenté considérablement.le village ne dispose qu'un case de santé qui assure le strict minimum (les accouchements pansement vente de médicaments entre autres).
Cependant les jeunes sont déterminer à financer le futur centre grâce notamment au bénéfice qu'ils ont eu leur des journées culturelles et développement qu'avait organisés EJA, les bonnes volonté....
Matrone ALIMATOU NIANG

## Activités associatives
L’absence de structures d'appui-conseil et le faible accès au microcrédit et aux facteurs de production constituent la principale contrainte du Groupement de Promotion Féminine (GPF) créé depuis 1981.
Malgré ces nombreuses contraintes, Aly Oury dispose d'énormes potentialités dont la plus importante est, sans nul doute, la volonté affichée de sa jeunesse d'améliorer considérablement les conditions de vie des populations. Cette volonté plusieurs fois manifestée s'est concrétisée en 1978 avec la création de l'Entente des Jeunes de Aly Oury (EJA), qui sera officiellement reconnue en 1987. Toutefois, l'association n'a pas totalement répondu aux attentes légitimes placées en elle en matière de développement, faute de partenaires engagés et de ressources financières conséquentes. Néanmoins, elle s'est beaucoup illustrée dans des activités culturelles et sportives faisant de Aly Oury une référence dans la zone du « Daande Maayo ».
Par ailleurs, l'émergence d'une élite intellectuelle et la prise de conscience généralisée  des populations locales ces dernières années ont amené l'association à redéfinir ses priorités  et à assumer pleinement ses responsabilités en matière de développement dans le contexte nouveau de la décentralisation avec ses défis et ses opportunités. C'est ainsi que l'association a organisé en août 2002 des journées de consultations médicales avec l'association « Action Sanitaire pour le Fouta » (ASFO) qui a connu un grand succès auprès des populations locales du village et de la zone de « Daande Maayo ». De plus, elle a organisé des journées Culture & Développement de Aly Oury (JCDA) afin de participer pleinement au rayonnement de la culture au Sénégal d'une part, et d'autre part, identifier les axes stratégiques qui lui permettront de réduire fortement la pauvreté et de réussir le pari d'atteindre au niveau local, à l'horizon 2015, les Objectifs du Millénaire pour le Développement. C'est dans ce contexte que sont déroulées les Journées Culture & Développement de Aly Oury (JCDA).
Ces journées ont été l'occasion pour EJA, d'organiser de grandes manifestations culturelles et sportives en revisitant le riche héritage culturel du Fouta :
- Veillée culturelle qui a permis aux artistes du village et les artistes invités (Hamoye Diop et Awloubé Thilogne) de montrer leurs talents aux spectateurs venus nombreux des villages environnants
- Séance de lutte traditionnelle au cours de laquelle beaucoup de ténors de la lutte sans frappe – celle pratiquée au Fouta – ont honoré de leur présence cette belle manifestation
- Séance de danse traditionnelle durant laquelle les belles filles des villages environnants et celles de Aly Oury ont saisi l'occasion pour se rivaliser d'ardeur et de souplesse
- Régates et soirée de "Pekaan", activités qui ne sauraient manquer à l'occasion d'un tel évènement car Aly Oury est un village traditionnel de pêcheurs chanté et loué par le prophète du "Pekaan", Guélaye Aly Fall et tous ceux qui ont décidé de suivre ses pas
- Match de football qui s'est déroulé dans un esprit de fraternité et d'amitié exemplaires. L'équipe d'Aly Oury, composés de jeunes et talentueux joueurs, ont fait face à une excellente équipe de Nguidjilone. L'équipe du village a montré durant la rencontre un esprit de fair-play, une discipline exemplaire, une rigueur parfaite et une générosité extraordinaire dans l'effort à la hauteur de ses ambitions.

Aussi, les JCDA ont permis à EJA d'engager la bataille du développement. En effet, plusieurs thèmes, couvrant les principales priorités du village, ont été abordés par d'éminentes personnes ressources. Il s'agit notamment:
- Thème 1 : « Scolarisation et maintien des filles à l'école »
- Thème 2 : « Tuberculose pulmonaire : aspects cliniques, thérapeutiques et préventifs »
- Thème 3 : « Rôles et responsabilités des associations de développement dans le contexte de la décentralisation »
- Thème 4 : « Islam et violences conjugales ».

Enfin ce fut l'occasion de présenter le projet de Plan d'action pour le développement économique et social de Aly Oury, PADESA en acronyme dont la validation est en cours. Le PADESA se veut une réponse adaptée aux principales contraintes au développement de Aly Oury. Il se veut également un outil efficace de lutte contre la pauvreté conformément aux orientations du DSRP II. Il épouse aussi  parfaitement les Objectifs du Millénaire pour le Développement (OMD).
Le PADESA, conçu pour la période 2009-2015 identifie les axes prioritaires et définit les objectifs ainsi que les actions à mener pour un développement harmonieux de Aly Oury. L’objectif majeur poursuivi par EJA à travers ce plan d’action est le développement économique et le progrès social de Aly Oury. Pour atteindre cet ambitieux objectif, conformément aux orientations stratégiques des différentes  politiques sectorielles, le PADESA  s’articule autour de  huit (8) domaines prioritaires d’intervention que sont 
1. Éducation et Formation
2. Santé et Nutrition
3. Agriculture et Sécurité alimentaire
4. Pêche et Pisciculture
5. Élevage
6. Infrastructures socio-économiques et Équipements
7. Microfinance et Activités Génératrices de Revenus
8. Eau potable, Hygiène et Assainissement

Relativement aux domaines d’intervention retenus, huit (8) objectifs généraux sont poursuivis. Il s’agit notamment de :
1. Renforcer l’éducation de base et promouvoir la formation professionnelle ;
2. Améliorer l’état sanitaire et nutritionnel des populations ;
3. Augmenter la production agricole et contribuer à la sécurité alimentaire ;
4. Augmenter la production halieutique et promouvoir la pisciculture ;
5. Augmenter la production animale et accroitre les revenus des producteurs ;
6. Augmenter l’accès des populations aux services socio-économiques de base ;
7. Assurer le financement des AGR par l’offre de services adaptés;
8. Améliorer le cadre de vie des populations.

En outre, trente et quatre (34) objectifs spécifiques et cent trente et sept (137) actions prioritaires ont été identifiés pour la réalisation des objectifs généraux retenus.